# Admiral Gorskov
Az Admiral Gorskov a szovjet, majd az orosz haditengerészet Kijev osztályú (1143.4 típusú) repülőgép-hordozója. A szovjet, illetve orosz katonai terminológia szerint a hajó a nehéz repülőgéphordozó-cirkáló kategóriába tartozik. A hajó neve kezdetben 1990. október 4-ig Baku volt, majd 2004-ben Oroszország eladta Indiának, ahol INS Vikramaditya néven áll hadrendbe, óriási idő- és pénzkeret túllépést követően. Honi kikötője aktív szolgálata alatt a Murmanszk–35 haditengerészeti bázis volt.

## Története
A hajót építését 1978-ban kezdték el a nyikolajevi (ma: Mikolajiv, Ukrajnában) 444. sz. hajógyárban, eredetileg Harkov néven, később átnevezték Bakura. A Kijev osztály negyedik egységeként 1982-ben bocsátották vízre. 1986-ban átvezényelték Szevasztopolba, ott fejeződtek be a hajóval a tesztek. A Szovjet Haditengerészet állományába 1987. december 30-án került.
1990. október 4-én a hajót Szergej Gorskov tengernagy után Admiral Gorskov névre keresztelték.
1991-ben egy repülőgép-baleset miatt megsérült, ezért 1992 februárjában Murmanszkba hajózott javításra. A hajón 1994. február 7-én újabb baleset történt. Egy gőzvezeték meghibásodása miatt akkor hat ember vesztette életét.
1994-ben kezdődtek tárgyalások India és Oroszország között a hajó eladásáról. A két fél 2000 októberében írt alá szerződést, de a vételár 2002-ig vita tárgyát képezte. A jelenleg érvényes megállapodás szerint a hajót 2,5 milliárd USD-ért vásárolja meg India.
1996-ban vonták ki az aktív szolgálatból. Az Admiral Gorskovot 1999 júliusában Szeverodvinszkbe, a Szevmas hajógyárba vontatták az eladás előtti felújítás céljából. A hajó javítása azonban a szakemberek hiánya miatt lassan halad. A hajót 2004. március 4-én törölték hivatalosan az Orosz Flotta állományából, amikor levonták az András-keresztes orosz hadilobogót. Az eredeti tervek szerint 2012-ben adták volna át az Indiai Haditengerészetnek az India által vásárolt MiG–29K vadászrepülőgépekkel együtt. Az utóbbi időben azonban Oroszországban olyan vélemények is felmerültek, hogy a hajót mégis inkább az Orosz Haditengerészetnél kellene ismét szolgálatba állítani.

## Felépítése
Az Admiral Gorskov felépítésében és elrendezésében a Kijev osztály többi hajóját követi, de több elemében azonban különbözik az osztály többi egységétől. A hajóra számos olyan új rendszert és fegyverrendszert telepítettek kipróbálási céllal, amelyeket később az Admiral Kuznyecov repülőgép-hordozón is alkalmaztak.
A legjelentősebb, külsőre leginkább szembetűnő különbség a hajó új, 3D-s, fázisvezérelt rádiólokátorának nagyméretű, a híd fölé épített antennája. A Marsz-Passzat radarrendszer fejlesztése számos nehézséggel küszködött, a hajóra telepítette berendezés valószínűleg soha sem működött.
További különbség az osztály többi tagjához képest, hogy a repülő fedélzet méretét megnövelték 6200 m²-re. A hangár mérete azonban változatlan maradt. Ugyancsak növelték a repülőgép-üzemanyag tárolási kapacitását, a hajón 1500 t kerozint lehet tárolni.

## Fegyverzete
A hajó fegyverzete némileg különbözik az osztály többi tagjáétól. Az első három hajón telepített M–11 Storm (NATO-kódja: SA–N–3 Goblet) és Osza-M (SA–N–4 Gecko) légvédelmirakéta-rendszerek helyett a hajóba a 3K95 Kinzsal (SA–N–9 Gauntlet) légvédelmi rendszert építették be négy darab indítóberendezéssel. A kisebb méretű rendszer révén felszabadult hely lehetővé tette, hogy a fő rakétafegyverzetet alkotó P–500 Bazalt (SS–N–12 Sandbox) rendszerhez további négy indítócsövet építsenek. Így a Bakun a Kijev osztály többi egységén lévő nyolc indítóval ellentétben 12 db indítócsövet helyezhettek el.
A hajó repülő egysége megegyezett a Kijev osztály többi tagjáéval. A repülő egységet 12 db Jak–38 helyből felszálló haditengerészeti vadászrepülőgép alkotta (a gépek 1992-es kivonásáig), valamint tartozott hozzá 12 db Ka–27 tengeralattjáró-elhárító helikopter és két Ka–31 légtérellenőrző helikopter. A hajón később a Jak–141 prototípusaival is folytattak próbarepüléseket.

## Külső hivatkozások
- Az Admiral Gorskov az Airforce.ru oldalon (oroszul)
- Admiral Gorskov mozset vernutyszja v szosztav rosszijszkogo flota (oroszul) – Lenta.tu, 2008. február 19.